# ブラジリアンタウン
ブラジリアンタウンは、日本国内でブラジル人が多く暮らし、ブラジル人向け施設が多い町のことを指す。

## 概要

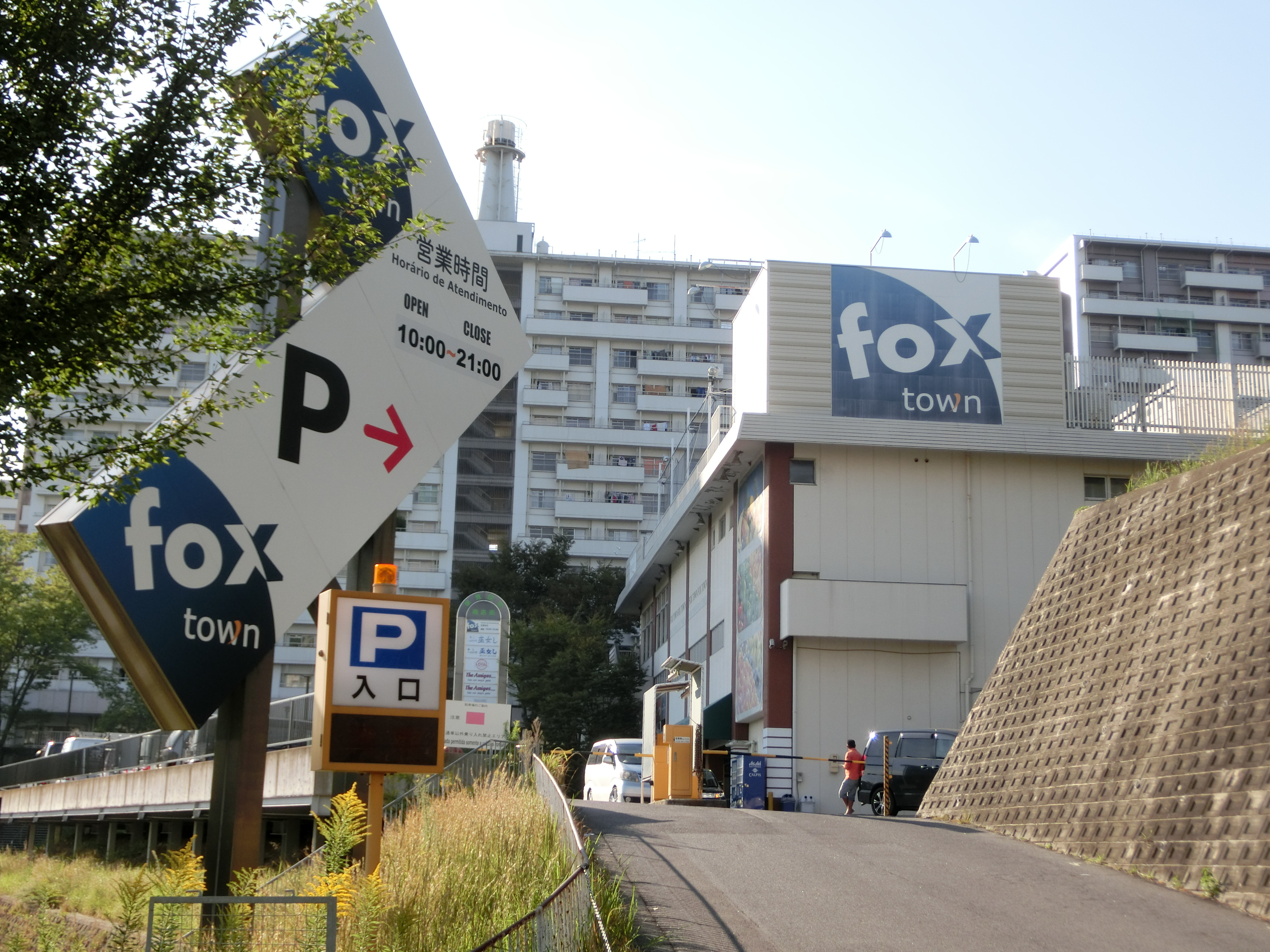
愛知県豊田市にある保見団地(ポルトガル語などの看板が多い。)

1989年に日本の出入国管理法が改正され、3世までの日系ブラジル人とその家族を無制限に受入れることを始めると、日本での高収入に着目した、もしくはブラジルで職を失った多数のブラジル人が日本へ出稼ぎにくるようになった。
それに伴い、ブラジル人が在住する群馬県太田市、群馬県邑楽郡大泉町、栃木県小山市、茨城県常総市、愛知県豊田市、豊橋市、静岡県浜松市、岐阜県美濃加茂市、可児市、大垣市などの、期間労働者（期間工）を多数雇用する工場地帯とその周辺地域では、ブラジル人を主な顧客としたスーパーマーケットやレストランなどの各種商店が現れ、「ブラジリアンタウン」と呼ばれるようになった。ブラジル人は英語ではなくポルトガル語を話す。在日ブラジル人で英語が話せる人はごく少数である。そのブラジル人が比較的多く住んでいる地域が、なぜ英語起源の言葉である「ブラジリアンタウン」と呼ばれるのかは不明であるが、中華街のことをチャイナタウンという例もあり特に気にする必要はない。
ブラジルの経済が再び活況を呈している現在でも、日系ブラジル人の日本への出稼ぎは多く、現在日本に滞在するブラジル人は約30万人以上とされ、日系ブラジル人による日本への出稼ぎ者の増加に伴い、「出稼ぎ」という言葉は「Decasségui」と表記され、ポルトガル語の一部となっている。日本に住む日系ブラジル人やブラジル系日本人向けの新聞や雑誌も多く発行されている。ところがリーマン・ショック以後の雇用状況の悪化、それから立ち直りかけたときに起こった東日本大震災を契機に、多くのブラジル人が日本を後にして帰国した。他方、帰化によって日本政府の立場から見た在日ブラジル人の減少もある。そのため現在（2013）の在日ブラジル人の数は二十万強といわれ、一時期と比べると三分の二に減少した。

## 日本のブラジリアンタウン一覧

### 群馬県
- 太田市
- 大泉町

### 埼玉県
- 上里町
- 本庄市

### 神奈川県
- 愛川町
- 綾瀬市
- 横浜市鶴見区

### 山梨県
- 中央市

### 静岡県
- 浜松市 - ブラジル連邦共和国の総領事館が設置されており（首都東京以外でブラジル総領事館があるのは同市と名古屋市のみ）、在日ブラジル人コミュニティの中心都市の一つとなっている。
- 磐田市
- 菊川市
- 掛川市
- 袋井市
- 浜松市

### 愛知県
- 名古屋市 - 浜松市と同様、ブラジル連邦共和国の総領事館が名古屋市内に置かれている。九番団地など
- 豊田市 - 保見団地など
- 豊橋市
- 小牧市
- 瀬戸市 - 菱野団地など
- 知立市 - 知立団地など
- 岩倉市

### 岐阜県
- 美濃加茂市
- 可児市
- 大垣市

### 三重県
- 鈴鹿市

### 滋賀県
- 愛荘町

### 島根県
- 出雲市

## 世界のブラジリアンタウン

### アメリカ合衆国
- ニューアーク

## 参考書籍
- 梶田孝道・丹野清人・樋口直人『顔の見えない定住化：日系ブラジル人と国家・市場・移民ネットワーク』名古屋大学出版会、2005年
- Margolis, M. L., 1994, Little Brazil: An Ethnography of Brazilian Immigrants in New York City, Princeton University Press.